# Organisation des pays arabes exportateurs de pétrole
L'Organisation des pays arabes exportateurs de pétrole, ou OPAEP (en anglais : Organization of Arab Petroleum Exporting Countries - OAPEC), est une organisation internationale inter-gouvernementale fondée en 1968 et dont le siège se trouve à Koweït. Son rôle est de coordonner les politiques énergétiques des pays arabes dans le but de promouvoir leur développement économique.

## Historique
Le 9 janvier 1968, le Koweït, la Libye et l'Arabie saoudite, trois États pétroliers arabes conservateurs, fondent l'OPAEP à Beyrouth, nouvelle organisation de coopération qui vise alors à séparer la production et la vente de pétrole de la politique d'embargo menée par certains pays arabes contre Israël lors de la guerre des Six Jours de 1967. L'utilisation du pétrole comme arme dans la lutte contre Israël est régulièrement proposée lors des congrès des pays pétroliers arabes, mais il faut cette guerre pour que la décision soit votée. Cependant, la production pétrolière de l'Arabie saoudite (qui n'applique pas cette résolution) augmente de 9 % pour l'année 1967, l'embargo ne dure que dix jours et s'achève par la résolution de Khartoum, mise en place par une majorité de nations arabes.
L'OPAEP est à l'origine destinée à être une organisation politique conservatrice arabe ; l'approbation des trois pays fondateurs est nécessaire pour permettre l'adhésion de nouveaux membres ; ainsi des pays dont les gouvernements de l'époque sont considérés comme radicaux, tels que l'Égypte et l'Algérie ne sont pas admis à sa création. L'objectif initial est de contrôler l'arme diplomatique qu'est le pétrole et d'empêcher que son cours soit lié à des mouvements populaires.
Considérant l'OPAEP comme trop conservatrice, l'Irak refuse d'abord de rejoindre l'Arabie saoudite, préférant travailler sous l'égide de la Ligue arabe. Inversement, les pays fondateurs ne souhaitent pas l'adhésion de l'Irak, car considérant son régime politique comme trop radical. Cependant, au début de l'année 1972, un des critères d'admission concernant le pétrole, considéré comme un élément important de l'activité économique des pays membres plutôt que la principale source de revenus, est modifié. L'Algérie, l'Irak, la Syrie et l'Égypte sont admis, l'organisation devient alors beaucoup plus militante, contrairement aux règles initialement édictées.
Octobre 1973 est un tournant pour l'organisation lorsque les forces conjointes de l'Égypte et de la Syrie tentent d'envahir l'État d'Israël lors de la guerre du Kippour. Dix jours après le début de la guerre, le 16 octobre 1973, le Koweït organise des réunions séparées entre la Ligue arabe et les membres de l'OPEP (dont l'Iran). L'OPAEP décide alors de réduire sa production de pétrole de 5 % par mois « jusqu'à ce que les forces israéliennes soient complètement évacuées de tous les territoires arabes occupés lors de la guerre de 1967 ». L'embargo va durer environ cinq mois avant qu'il ne soit levé en mars 1974 lors du Washington Oil Sommit. Les séquelles économiques vont se faire sentir pour le reste de la décennie (voir : Premier choc pétrolier). Pour les pays exportateurs de pétrole, l'embargo est le premier signe de leur capacité à tirer parti de leur production à des fins politiques, telles qu'exprimées au Sixième sommet des chefs d'État arabes (novembre 1973). Un certain nombre d'entre eux utilisent maintenant ce sentiment de puissance afin de renégocier les contrats passés avec les entreprises qui ont découvert et exploité leurs ressources. Ironiquement, les revenus ont augmenté considérablement, attestant de la dépendance des pays occidentaux vis-à-vis du pétrole, et ne permettant plus à l'OPAEP de se servir unilatéralement de cette ressource comme arme diplomatique.
En 1979, l'Égypte est expulsée de l'OPAEP après la signature des accords de Camp David, avant d'être réintégrée une décennie plus tard. Dans les années 1980, elle finance un nombre important de projets de développement économique, liés ou non au pétrole, dans la région du golfe Persique. En 1986, la Tunisie ayant présenté une demande de retrait de l'organisation, le Conseil des ministres délibère sur la demande et il convient de suspendre les droits et obligations de la Tunisie dans l'OPAEP.

## L'OPAEP dans les années 2000
L'OPAEP est actuellement considérée comme une organisation internationale à portée régionale et spécialisée. Elle se concentre sur l'organisation de la coopération sur le développement autour du pétrole, les projets collectifs et l'intégration régionale. En 2006, l'OPAEP représentait 56,4 % des ressources pétrolières disponibles de la planète, pour une production correspondant à 29,84 % de la production mondiale, soit 21,629 millions de barils par jour.

### Pays membres
- Arabie saoudite (1968)
- Koweït (1968)
- Libye (1968)
- Algérie (1970)
- Bahreïn (1970)
- Émirats arabes unis (1970)
- Qatar (1970)
- Irak (1972)
- Syrie (1972)
- Égypte (1973)

### Ancien pays membre
- Tunisie (1982-1986)[5]

### Pays membres potentiels
- Mauritanie
- Oman
- Soudan
- Yémen

### Articles relatifs à la géopolitique et au pétrole au Moyen-Orient
Géopolitique régionale :
- Géopolitique du Moyen-Orient au XXIe siècle
- Politique au Moyen-Orient
- Guerre froide au Moyen-Orient
- Géopolitique du golfe Persique
- Géopolitique en mer Méditerranée orientale
- Ressource hydrique

Organisations régionales :
- Ligue arabe
- Conseil de coopération du Golfe
- OPEP

Pétrole :
- Géopolitique du pétrole
- Choc pétrolier
- Pétrole
- Cours du pétrole
- Pétrodollar

Par pays :
- Politique étrangère de l'Arabie saoudite
- Politique étrangère de l'Iran
- Politique étrangère d'Israël
- Politique étrangère du Qatar
- Politique étrangère de la Turquie